# Librevillea klainei
Genre
Espèce
Classification phylogénétique
Synonymes
- Brachystegia klainei Harms[2]

Librevillea klainei est une espèce de plantes à fleurs dicotylédones de la famille des Fabaceae, sous-famille des Caesalpinioideae. C'est un arbre originaire d'Afrique équatoriale. C'est l'unique espèce acceptée du genre Librevillea (genre monotypique).

## Description
Ce sont des arbres pouvant atteindre 50 mètres de haut, exploités localement pour leur bois, connu au Gabon sous le nom de ngaba,.